# Tchogha Zanbil
Tchogha Zanbil (também Chogha Zanbil ou Choqa Zanbil) foi a capital religiosa do reino elamita, centrado num grande zigurate e rodeada por três enormes muralhas concêntricas. Fundada no século XIII a.C., a cidade permaneceu inacabada quando foi invadida por Ashurbanipal em 640 a.C..

## História
Tchogha Zanbil foi construída por volta de 1250 a.C. pelo rei Untash-Napirisha em honra do deus Inshushinak. O seu nome original do sítio era Dur-Untash ("Cidade de Untash").
Como não havia nenhuma fonte de água adequada o rei mandou escavar um grande canal de um rio a muitas milhas do sítio. Parte desse canal ainda hoje é usado.
Embora a construção tenha terminado abruptamente quando Untash-Napirisha morreu, o sítio continuou a ser ocupado até que o rei assírio Ashurbanipal invadiu a cidade em 640 a.C. A cidade permaneceu inacabada após ter sido invadida.
Escavações arqueológicas entre 1951 e 1962 revelaram Tchogha Zanbil, e o zigurate foi considerado o mais bem preservado do mundo.
Em 1979, Tchogha Zanbil foi declarada Património Mundial da UNESCO.